# Aeroportul Regional Northeast Iowa
Aeroportul Regional Northeast Iowa (IATA: CCY, ICAO: KCCY, FAA LID: CCY) este un aeroport din Iowa, Statele Unite ale Americii ce deservește zona Charles City⁠(d).
Situat la o altitudine de 343 m, aeroportul dispune de 3 piste.

## Infrastructură

### Piste
Aeroportul dispune de 3 piste: 
- pista 12/30 din beton, cu dimensiunile 4.000 picioare × 75 picioare
- pista 04/22 din Iarbă, cu dimensiunile 2.536 picioare × 160 picioare
- pista 18/36 din Iarbă, cu dimensiunile 1.780 picioare × 170 picioare